# Saredo
Saredo (in sloveno Šared) è un insediamento (naselje) nella municipalità di Isola nella regione statistica del Litorale-Carso in Slovenia.
La chiesa del paese (che risiede al di fuori dell'insediamento) di cui ora è possibile osservarne solo le rovine è dedicata a San Giacomo il maggiore.